# Liminaliteit
Liminaliteit is een overgangsfase tussen het oude en het nieuwe, en heeft met elke verandering in het leven, zowel positief als negatief, te maken. Het woord liminaal is afkomstig van het Latijnse limes, wat drempel betekent. Voorbeelden hiervan zijn het krijgen van een kind of een verlies. Elke overgang is symbolisch gezien een liminale ruimte en heeft een duidelijk begin- en eindpunt. De effecten ervan kunnen gepaard gaan met gevoelens van stress, angst en onzekerheid.
Onder anderen de Schotse antropoloog Victor Turner werkte verder aan theorievorming over de middelste fase in de driedeling van Arnold van Gennep, de liminale fase. Met liminaliteit wordt bedoeld dat men zich tussen twee werelden bevindt, of op de drempel van een overgang. Op dat moment heeft iemand een niet-geaccepteerde of ongedefinieerde (ambigue) sociale rol. Tijdens een ontgroening van een studentenvereniging is men bijvoorbeeld nog geen volwaardig lid, maar is men tegelijkertijd niet langer een buitenstaander. Degenen die samen een liminale fase ondergaan vormen een bijzondere sociale groep, die zich vaak kenmerkt door wat Turner communitas noemde: (tijdelijke) gezamenlijkheid, sociale gelijkheid en solidariteit.

## Liminale ruimte
Een liminale ruimte is een overgangsgebied tussen twee afgebakende ruimtes. Deze ruimtes kunnen zowel fysiek als symbolisch zijn. Fysiek bestaan deze ruimtes uit bijvoorbeeld gangen, deuropeningen of trappenhuizen. Symbolische liminale ruimtes kunnen rituelen of transities zijn, zoals een doping of inwijding. Een liminale ruimte wordt vaak geassocieerd met transformatie, verandering en groei. Het is een toestand waarin iemand zich losmaakt van zijn of haar oude identiteit of overtuiging, maar nog niet volledig is overgestapt naar een nieuwe fase.

### Voorbeelden
Enkele voorbeelden van fysieke liminale ruimtes zijn:
1. Drempel
2. Wachtkamer
3. Luchthaven
4. Tunnel
5. Brug
6. Trappenhuis
7. Kleedkamer
8. Parkeergarage
9. Hotelkamer

## Internetcultuur
In de internetcultuur zijn liminale ruimtes lege of verlaten plekken die griezelig, verlaten en vaak surrealistisch lijken. De term werd populair in 2019 na een bericht op de website 4chan. Hier werd een digitaal ontwerp van een liminale ruimte geplaatst, bekend als The Backrooms, die vergelijkingen trok met verschillende horrortrends en -media.